# Standardní teplota a tlak
Jako standardní teplota a tlak (často anglicky zkracováno na STP) se označují standardizované referenční podmínky, pro které platí údaje uváděné ve fyzikálních a chemických tabulkách. V termodynamickém popisu chování většiny systémů jsou používané fyzikální a fyzikálně chemické veličiny závislé na okolních podmínkách, jako jsou např. teplota a tlak, proto je potřeba u naměřených i vypočtených hodnot uvádět podmínky, pro které uvedené hodnoty platí. V průmyslu a obchodu je často potřeba uvádět teplotu a tlak při uvádění objemu plynů a kapalin a odvozených veličin (např. objemového průtoku).
Existuje více sad standardních podmínek. Často se v chemii dnes používají standardy definované Mezinárodní unií pro čistou a užitou chemii (IUPAC), kde je standardní teplotou 0 °C a tlakem 100 kPa. Kromě IUPAC definovalo vlastní standardní podmínky mnoho dalších organizací (Mezinárodní unie pro čistou a aplikovanou fyziku). V některých standardech (např. NIST, ale i starší doporučení IUPAC) se např. používá tlak 1 atm, tj. 101,325 kPa. Mimo teplotu 0 °C se objevují hodnoty 15 °C (ISO 13443), 20 °C (ISO 1), 23 °C (IEC) či 25 °C (CIE), případně 60 °F (zhruba 15 °C).
Někdy se používá termín „laboratorní podmínky“, které odkazují zpravidla na teplotu 20 °C, 23 °C, či 25 °C.